# Engistanoxia dessertineae
Engistanoxia dessertineae är en skalbaggsart som beskrevs av Marc Lacroix 2002. Engistanoxia dessertineae ingår i släktet Engistanoxia och familjen Melolonthidae. Inga underarter finns listade i Catalogue of Life.